# ليفي بي مورتون
ليفي بارسونز مورتون (بالإنجليزية: Levi P. Morton) (16 مايو 1824 - 16 مايو 1920) هو سياسي أمريكي كان نائبا عن ولاية نيويورك وكان نائب الرئيس الثاني والعشرين للولايات المتحدة (1889-93). ثم شغل منصب الحاكم الحادي والثلاثين لولاية نيويورك.
ولد مورتون في ولاية فيرمونت وهو ابن قس أبرشاني. تلقى تعليمه في فيرمونت وتدرب على التجارة بالعمل في المتاجر وفي المؤسسات التجارية في نيوهامبشر وماساتشوستس. أصبح مورتون تاجرا ناجحا بعد انتقاله إلى مدينة نيويورك، وعمل كمضارب في القطن وفي مصارف الاستثمار.
كان مورتون نشطا في السياسة داخل الحزب الجمهوري، وكان من حلفاء روسكو كونكلينغ. انتخب لمرتين في مجلس النواب الأمريكي، حيث خدم لفترة واحدة كاملة، وفترة أخرى جزئية (4 مارس 1879 - 21 مارس 1881). في انتخابات عام 1880، عرض المرشح الجمهوري للرئاسة جيمس غارفيلد على مورتون الترشح لمنصب نائب الرئيس في محاولة لجذب أنصار كونكلينغ الذين أصيبوا بخيبة أمل بعد أن هزم اختيارهم لبطاقة الحزب، يوليسيس غرانت، أمام غارفيلد. نصح كونكلينغ مورتون بأن يرفض العرض، وهو ما فعله. ثم قدم غارفيلد الترشيح إلى حليف آخر من حلفاء كونكلينغ، وهو تشيستر آرثر، والذي قبل الترشيح.
بعد انتخاب غارفيلد وآرثر، قام غارفيلد بترشيح مورتون ليكون وزير مفوض لفرنسا، وخدم مورتون في باريس حتى عام 1885. في عام 1888، تم ترشيح مورتون لمنصب نائب الرئيس على بطاقة الحزب الجمهوري مع المرشح الرئاسي بنجامين هاريسون؛ وانتخب مورتون نائبا للرئيس من 1889 إلى نهاية فترته في 1893. وفي عام 1894، ترشح مورتون عن الحزب الجمهوري لمنصب حاكم نيويورك، وخدم لفترة ولاية واحدة، من عام 1895 إلى 1896.
تقاعد مورتون عن السياسة وعاش بين مدينتي نيويورك وراينبيك. توفي مورتون في عام 1920، ودفن في مقبرة راينبيك.
في 19 يناير 1915 أصبح أطول نواب الرؤساء الأمريكيين عمراً متجاوزاً رقم جون آدامز أول نائب لرئيس الولايات المتحدة. توفي في عيد ميلاده السادس والتسعين عام 1920، ثم تجاوزه في العمر النائب جون نانس غارنر في 23 نوفمبر 1964.

## حياته المهنية
قرر مورتون الخوض في مجال الأعمال التجارية، فعمل كموظف في متجر عام في إنفيلد الواقعة في ماساتشوستس، وشارك كذلك في أنشطة تجارية في هانوفر ونيو هامبشاير، وانتقل إلى بوسطن للعمل لدى شركة بيبي أند كو للاستيراد، واستقر أخيراً في مدينة نيويورك، حيث بدأ بتجارة السلع الجافة بالشراكة مع جورج بليك غرينيل، وأًصبح وسيطاً تجارياً ناجحاً للقطن، وأسس لنفسه كواحد من كبار المصرفيين الاستثماريين في البلاد من خلال شركة أسسها بعنوان مورتون، بليس أند كو.
من جهة أخرى لم ينجح مورتون كمرشح عام 1876 للكونغرس الخامس والأربعين، فعيّنه الرئيس رذرفورد ب. هايز ليكون مفوضاً فخرياً لمعرض باريس عام 1878.

### عضواً في الكونغرس
تماشياً مع فصيل ستالوارت للجمهوريين الذي قاده روزكو كونكلينغ، انتُخب مورتون ليمثّل مانهاتن في كل من الكونغرس السادس والأربعين والسابع والأربعين، فاستلم من 4 آذار / مارس عام 1879 حتى استقالته فعلياً في 21 آذار / مارس عام 1881.
سيطر مناصرو جيمس ج. بلين من فصيل هاف-بريدز ومناصرو عوليس إس. غرانت من فصيل ستالوارت في الترشيحات الرئاسية على الميثاق الوطني الجمهوري عام 1880، وفاز جيمس أيه. غارفيلد في الترشيحات، علماً أنه لم يكن ينتمي لأي من الفصيلين، ولكنه كنه صديقاً لبلين، ومن ثم حاول كسب ستيلورازس بطلبه من مورتون أن يترشح معه بصفة نائب رئيسه، وشار كونكلينغ، الذي كان قد أدار حملة غرانت، على مورتون بأن يرفض الطلب، وهو ما فعله مورتون، وبعد ذلك تحوّل مناصرو غارفيلد لتشيستر أيه. آرثر، زميلهم في فصيل ستالوارت وصديق مقرب لكونكلنغ، والذي نصح آرثر أيضاً برفض العرض، ولكنه قبله، فانتُخب هو وغارفيلد بفارق ضئيل على خصومهما الديموقراطيين.

### وزيراً إلى فرنسا
بعد انتخاب غارفيلد، عرض على مورتون تعيينه أميناً عاماً للبحرية، لكنه رفض، ومن ثم طلب مورتون أن يتعيّن سفيراً للولايات المتحدة إما في المملكة المتحدة أو فرنسا، فعيّنه غارفيلد لهذا المنصب في باريس، فأًصبح سفير الولايات المتحدة المفوض في فرنسا من عام 1881 وحتى 1885.
ونال مورتون شعبية كبيرة في فرنسا، فساهم في انسياب العلاقات بسلاسة بين البلدين خلال ولايته، ووضع في الرابع والعشرين من تشرين الأول / أوكتوبر في باريس البرشام الأول لبناء تمثال الحرية، وبعد إكمال التمثال، دشّنه نيابة عن الولايات المتحدة في مراسم في الرابع من تموز / يوليو عام 1884، بتوقيعه على عقد الاتحاد الفرنسي الأميركي.

### مرشحاً لمجلس الشيوخ الأمريكي
بعد عودته للولايات المتحدة الأمريكية، ترشّح مورتون لمجلس الشيوخ الأمريكي عام 1885، ولكنه خسر تصويت الجمهوريين مقابل ويليام م. إيفارتس، والذي تابع ليفوز في الانتخابات بدعم من جميع أعضاء المجلس التشريعي لولاية نيويورك، بعد ذلك ترشح مورتون مجدداً عام 1887، وسيطر الجمهوريون على المجلس، ما يعني أن مرشحهم كان سيفوز في الانتخابات بالضرورة، وكان شاغل المنصب الحالي، وارنر ميلر، عضواً في فصيل الهاف-بريدز، بيما كان رئيس الجمهوريين في الولاية توماس سي. بلات قد خلف كونكلنغ كقائد لفصيل ستيلوارتس، وكان قد خلفه ميلر في مجلس الشيوخ عام 1881.
عزم بلات على هزيمة ميلر، فدعم مورتون، الذي كان زميلاً له في ستيلوارت، ومن جهة أخرى لم يكن المرشح الثالث فرانك هسكوك منتمياً لأي من الفصيلين، فلم يتلقّ إلا القليل من الدعم الأولي، وبعد فشل 17 اقتراعاً في تعيين أي مرشّح، انسحب مورتون وطلب من مناصريه دعم هيسكوك لضمان عدم انتخاب ميلر من جديد، فاختير هيسكوك في الجولة الثامنة عشرة، وفاز في الانتخابات بهزيمته المرشح الديموقراطي سميث ميد ويد.